# Stanisław Nowosielecki
Stanisław Nowosielecki (Czeczel-Nowosielecki), herbu Jelita (ur. 25 czerwca 1856 w Wojtkowej, zm. 19 kwietnia 1918 w Krakowie) – starosta powiatu krośnieńskiego, poseł do Sejmu Krajowego Galicji X kadencji (1895-1914)

## Życiorys
Ukończył studia prawnicze na Uniwersytecie Lwowskim z tytułem doktora (1879). Członek zarządu Lwowskiego Towarzystwa Prawniczego (1895-1897).
Urzędnik, koncypient (1880-1881) w Prokuratorii Skarbu we Lwowie. Urzędnik, praktykant konceptowy (1881-1886) i koncepista (1887) w Namiestnictwie Galicyjskim, oddelegowany do starostw w Stanisławowie (1882) i Żółkwi (1887). Komisarz przy starostwie w Żołkwi (1888-1891). Jednocześnie praktykant sądowy Wyższego Sądu Krajowego we Lwowie (1891-1892). Komisarz powiatowy w Namiestnictwie Galicyjskim (1892-1896). Następnie był komisarzem przy starostwach w Przemyślu (1897), Przemyślanach (1898) i Krakowie (1899). W latach 1899–1905 był starostą c. k. powiatu krośnieńskiego. Z jego inicjatywy pod koniec 1904 powstała w Krośnie Kongregacja Mariańska męska, w której został konsultorem (prezesem został Jan Kanty Jugendfein). Przewodniczący Okręgowej Rady Szkolnej w Krośnie (1900-1905). W 1905 przeszedł na własną prośbę w stan spoczynku.
Ziemianin, po śmierci ojca w 1903 odziedziczył rodzinny majątek Wojtkowa z Netrebką i Turzem. Dyrektor Galicyjskiego Towarzystwa Kredytowego Ziemskiego we Lwowie (1906-1908, 1912-1914) był także zastępca członka (1896-1897) a potem detaksatorem w Wydziale Okręgowym w Dobromilu (1902-1905) i Przemyślu (1906-1908). Członek oddziału żółkiewskiego (1890-1892) a potem oddziału przemysko-mościsko-birżeckiego Galicyjskiego Towarzystwa Gospodarskiego (1897-1905).
Aktywny politycznie. Wybrany z grupy większych posiadłości członek Rady Powiatu w Dobromilu (1898-1908, 1912) i członek Rady Powiatu w Przemyślu (1914). Zastępca członka Wydziału Powiatowego w Dobromilu (1902-1903). Poseł na Sejm Krajowy Galicji ostatniej X kadencji (1913-1914), wybrany z I kurii (większej własności w obwodzie wyborczym sanockim.
Pochowany w rodzinnej kaplicy grobowej na cmentarzu w Nowosielcach Kozickich.

## Rodzina
Był synem ziemianina Józefa (1822-1903) i Wilhelminy z Pieściorowskich (1829-1904). Ożeniony z  Marią Teofilą z Krobickich (1857-1898), z którą miał dzieci, m.in. Tadeusza (1894-1960), porucznika rezerwy 17 Pułku Ułanów Wielkopolskich i Mariannę Teofilę (1895-1959) żonę Jerzego Tadeusza Łosia (1891-1936).
Jego córką była też Helena (1890-1976), która po wstąpieniu do zgromadzenia sióstr niepokalanek w Jazłowcu przyjętą imię zakonne Cecylii od Ducha Świętego, pracując jako nauczycielka w kilku szkołach zakonnych. W latach 1928–1947 była dyrektorką gimnazjum i liceum w Szymanowie. W czasie II wojny światowej prowadziła tajne nauczanie. W latach 50. sporządziła maszynopis pamiętnika swego dziadka, Józefa Nowosielskiego, wydany drukiem w periodyku PTH – Dzieje Podkarpacia w 2002 r. 